# Heni Ozi Cukier
Heni Ozi Cukier (São Paulo, 29 de janeiro de 1977), também conhecido como Professor HOC é um cientista político, professor, escritor, palestrante e político brasileiro, filiado ao Podemos (PODE). Exerceu o cargo de deputado estadual por São Paulo entre 2019 e 2023. É descendente de judeus libaneses, russos e poloneses.

## Formação e trabalho
Em 2009, fundou a CORE SAM gestora de ativos socioambientais, posteriormente criou o Insight Geopolítico, consultoria de risco político e foi autor do blog "Risco Político Global" do portal da revista Exame. 
Frequentemente é convidado para analisar e debater os riscos e problemas políticos nacionais e internacionais nos maiores veículos de mídia do Brasil, como a Globo, Bandeirantes, Record, O Estado de S. Paulo e TV Cultura.
Leciona Relações Internacionais na ESPM-SP desde 2009, ministra cursos na Casa do Saber e em seu canal do YouTube: Professor HOC, com foco em geopolítica. É autor do livro "Inteligência do Carisma". Fundou a consultoria de análise de risco político Insight Geopolítico, sediada em São Paulo. Entre 2017 e 2018, foi Secretário-adjunto de Segurança Urbana do Município de São Paulo.

## Carreira política
Em 2016, foi estrategista político do Partido Novo na campanha municipal de São Paulo. Em janeiro de 2017, assumiu o cargo de Secretário-adjunto de Segurança Urbana de São Paulo na gestão João Doria, onde liderou programas como o City Câmeras e ações de enfrentamento à Cracolândia.
Em 2018, ao participar de sua primeira eleição, foi eleito deputado estadual pelo partido NOVO com 130.214 votos, sendo assim o 13º mais votado do Estado de São Paulo.
Em seu primeiro ano foi líder da bancada do NOVO e Relator da maior reforma da Previdência do Estado de São Paulo.
Além disso, é autor de três leis aprovadas:
- Lei nº 17.183 / 2019 - Institui a Política sobre Drogas do Estado de São Paulo.[21]
- Lei nº 17.320 / 2021 - “Fura-fila da Vacina”[22] disciplina as penalidades a serem aplicadas pelo não cumprimento da ordem de vacinação dos grupos prioritários, de acordo com a fase cronológica definida no plano nacional e/ou estadual de imunização contra a Covid-19.[23]
- Lei nº 17.336 / - 2021 - “Pune quem comete Crimes de Corrupção na Pandemia” estabelece penalidades administrativas aos agentes públicos que cometerem atos de corrupção e improbidade envolvendo recursos e bens destinados ao enfrentamento de pandemias e/ou calamidade pública.[24]

Em 2020, quando foi recriada a Comissão de Relações Internacionais na Assembleia Legislativa de São Paulo, foi eleito presidente. Já em 2021, foi eleito vice-presidente da Comissão de Constituição e Justiça.
Em julho de 2021 anunciou sua pré-candidatura ao Senado pelo Estado de São Paulo.  Ele deixou o NOVO em janeiro de 2022 com a intenção de se filiar ao Podemos para concorrer à Câmara Federal. Nas eleições de outubro de 2022 não conseguiu a eleição para deputado federal, apesar dos 98.720 votos.

## Escritos
2019. Inteligência do carisma: A nova ciência por trás do poder de atrair e influenciar. ISBN 978-8542217124